# Memória da água
Em homeopatia, memória da água refere-se à suposta capacidade da água reter propriedades de substâncias que nela estiveram diluídas, mas que não mais se encontram ali. A teoria foi publicada pelo imunologista Jacques Benveniste na revista científica Nature em 1988. Este suposto efeito seria obtido por meio da dinamização, um processo em que as substâncias diluídas em água são agitadas vigorosamente (sucussão), utilizando técnica descritas em Farmacopeias para transferir a energia das substâncias para a água.
A pesquisa publicada na Nature foi feita utilizando soluções diluídas dos anticorpos IgE e verificando se essas teriam o mesmo efeito de uma solução não diluída dos mesmos anticorpos sobre os basófilos. A equipe de Jacques Benveniste observou os mesmos efeitos, mas tais resultados foram depois contestados pelos editores da revista devido à falta de reprodutibilidade, um princípio básico da ciência.
Após a publicação na revista Nature, sua editoria mandou uma equipe para verificar se a equipe de Jacques Benveniste poderia reproduzir os resultados publicados. Os resultados foram reproduzidos, mas um dos pesquisadores da revista reparou que a equipe tinha o conhecimento de quais eram as soluções com anticorpos e quais eram as diluídas. Após tomarem medidas para que a equipe não tivesse tal conhecimento, não houve diferença dos resultados entre as soluções diluídas e não diluídas.